# Johan Christian Dahl
Johan Christian Klausson Dahl (I.C. Dahl eller J.C. Dahl), född 24 februari 1788 i Bergen, död 14 oktober 1857 i Dresden, var en norsk målare, far till Siegwald Johannes Dahl. Han var den första norska bildkonstnären av internationella mått, som en av pionjärerna och tongivarna inom den nationalromantiska konsten och som en av tidernas största landskapsmålare.
Dahl var äldsta barnet i en stor syskonskara. Hans far var fiskare från Eivindvik norr om Bergen. Han skulle egentligen bli dekorationsmålare, men när hans talang uppdagades samlades det in pengar för att bekosta vidare studier. Han studerade för Johan Dreier i Bergen och vid Kunstakademiet i Köpenhamn 1811–1817.
I Köpenhamn skapade han sig ett namn och flyttade 1818 till den sachsiska huvudstaden Dresden, centrum för den tidiga tyska romantiken, där han förblev bosatt under återstoden av sitt liv. Han företog en längre resa till Italien 1820–1821 där han bland annat besökte Neapel på inbjudan av danske kronprinsen Kristian Fredrik. Där bevittnade han Vesuvius utbrott, vilket inspirerade honom till ett flertal målningar. 
Han blev 1824 professor vid Dresdens konstakademi, där han knöt nära vänskapsband med kollegan och landskapsmålaren Caspar David Friedrich; från 1823 och till Friedrichs död var de även grannar. De båda konstnärerna delade respekten för naturens storslagenhet, men till skillnad från Friedrich uttryckte Dahl detta mindre genom symboler och mer genom att förlita sig på naturens egen storhet. Han ägnade sig nästan uteslutande åt landskapsmåleri och målade ett stort antal norska landskap; inledningsvis kan man betrakta dessa som fantasilandskap eftersom han varit bosatt utomlands så länge och dessutom inte sett särskilt mycket av landet utanför födelsestaden Bergen. År 1826 företog han dock en längre resa hem till Norge då han reste från Christiania (nuvarande Oslo) via Telemark och Hardangervidda till Bergen. Resan gav uppslag till flera av hans mest omtyckta verk såsom Vinter vid Sognefjorden (1827). 
Dahl grundlade i Dresden den norska nationalromantiken och återvände vid ytterligare fyra tillfällen till Norge för att få inspiration. Thomas Fearnley och Jacob Mathias Calmeyer var elever hos honom i Dresden. Dahl finns representerad vid bland annat Nationalmuseum i Stockholm samt vid Göteborgs konstmuseum., Gustavianum, Bergen Billedgalleri, Nasjonalmuseet, Kode, Hamburger Kunsthalle, Statens Museum for Kunst, Lettlands nationella konstmuseum, 
Museum der bildenden Künste, Thorvaldsens Museum, Galerie Neue Meister, Nasjonalmuseet for kunst, arkitektur og design, Metropolitan Museum of Art, Städelsches Kunstinstitut med flera museum.

## Viktiga verk
Se även Kategori:Målningar av Johan Christian Dahl
- Vesuvius utbrott (1821)
- Skeppsbrott vid den norska kusten (1832)
- Frogner Herrgård (1842, satte 1999 norskt auktionsrekord på Grev Wedels Plass Auksjoner, då det såldes för 3,3 miljoner norska kronor[14])
- Björk i storm (1849)
- Utsikt från Stalheim (1842)

## Utmärkelser
- Riddare av Vasaorden,  1839
- Riddare av Dannebrogorden,  1840
- Riddare av Sankt Olavs orden,  1847

[Redigera Wikidata]

## Galleri

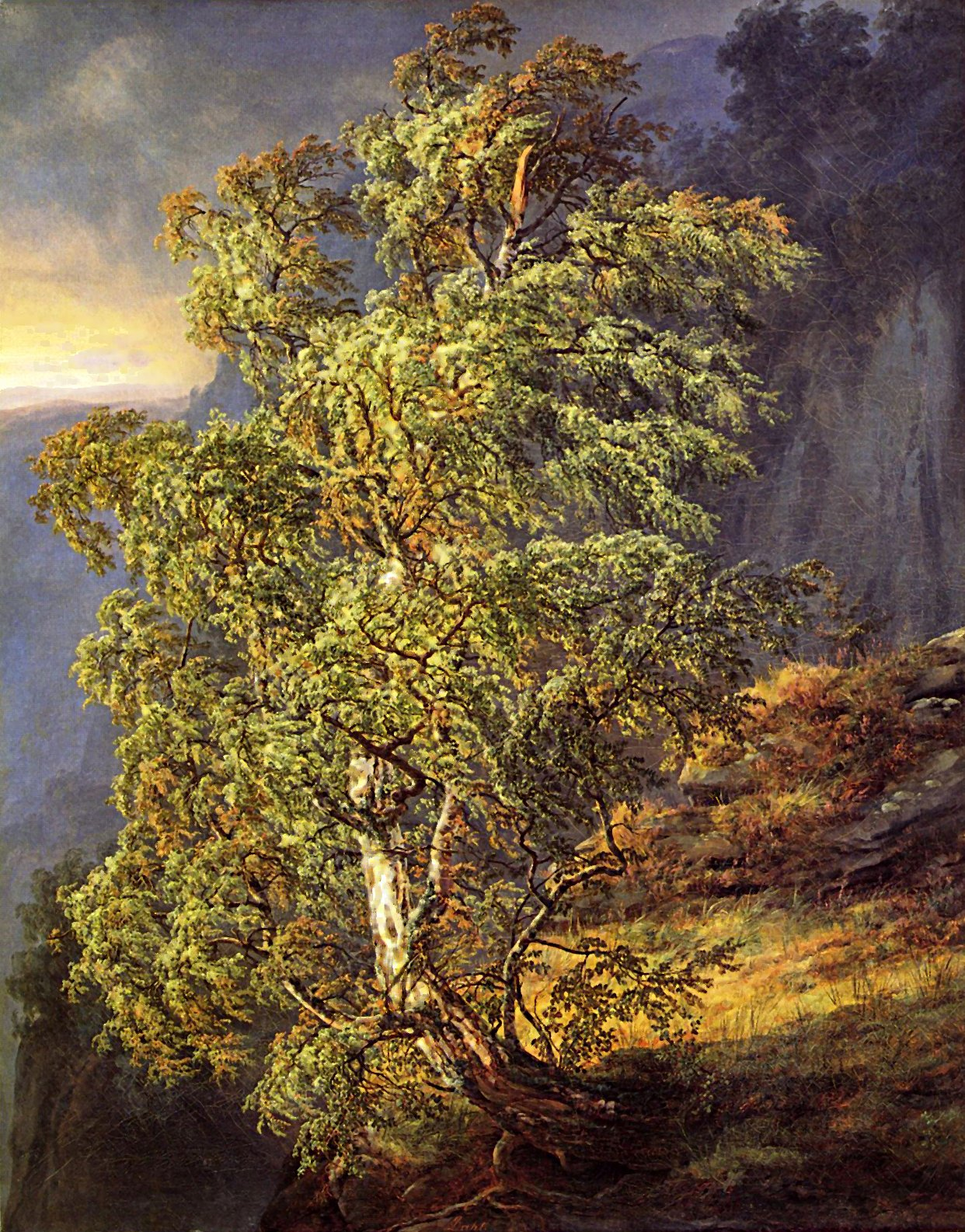
Björk i storm (1849)
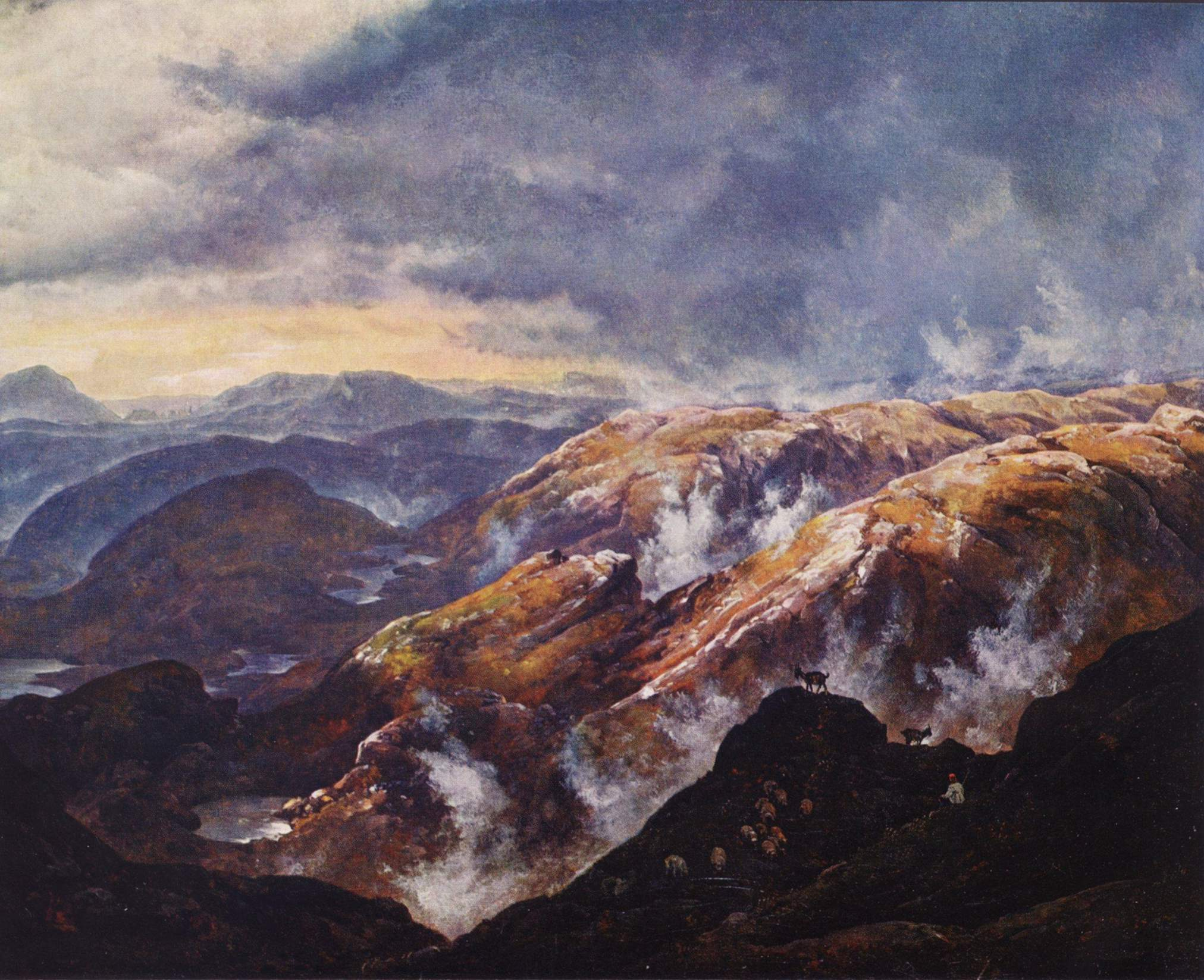
Lyshornet ved Bergen (1836)
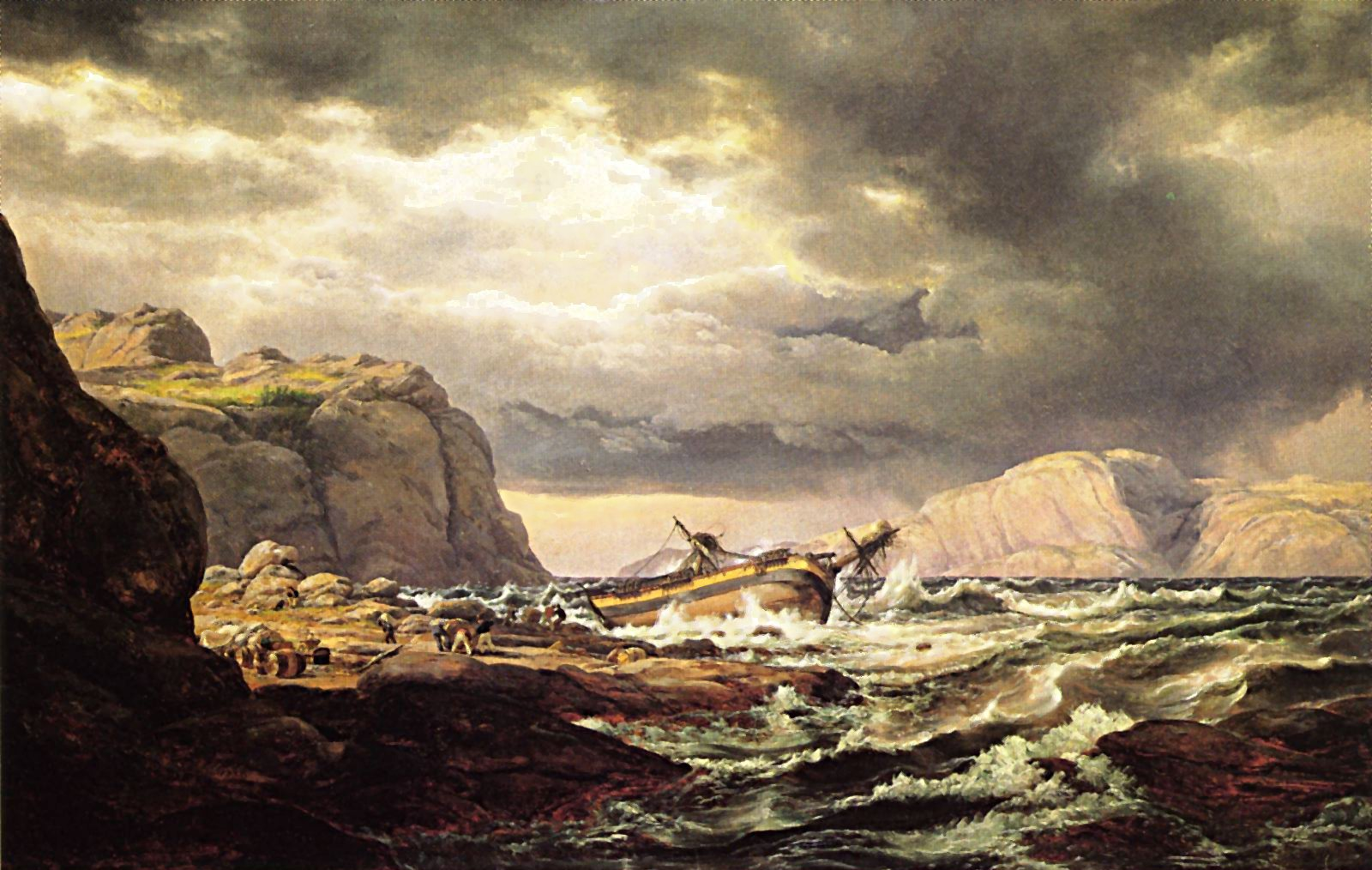
Skeppsbrott vid den norska kusten (1832)
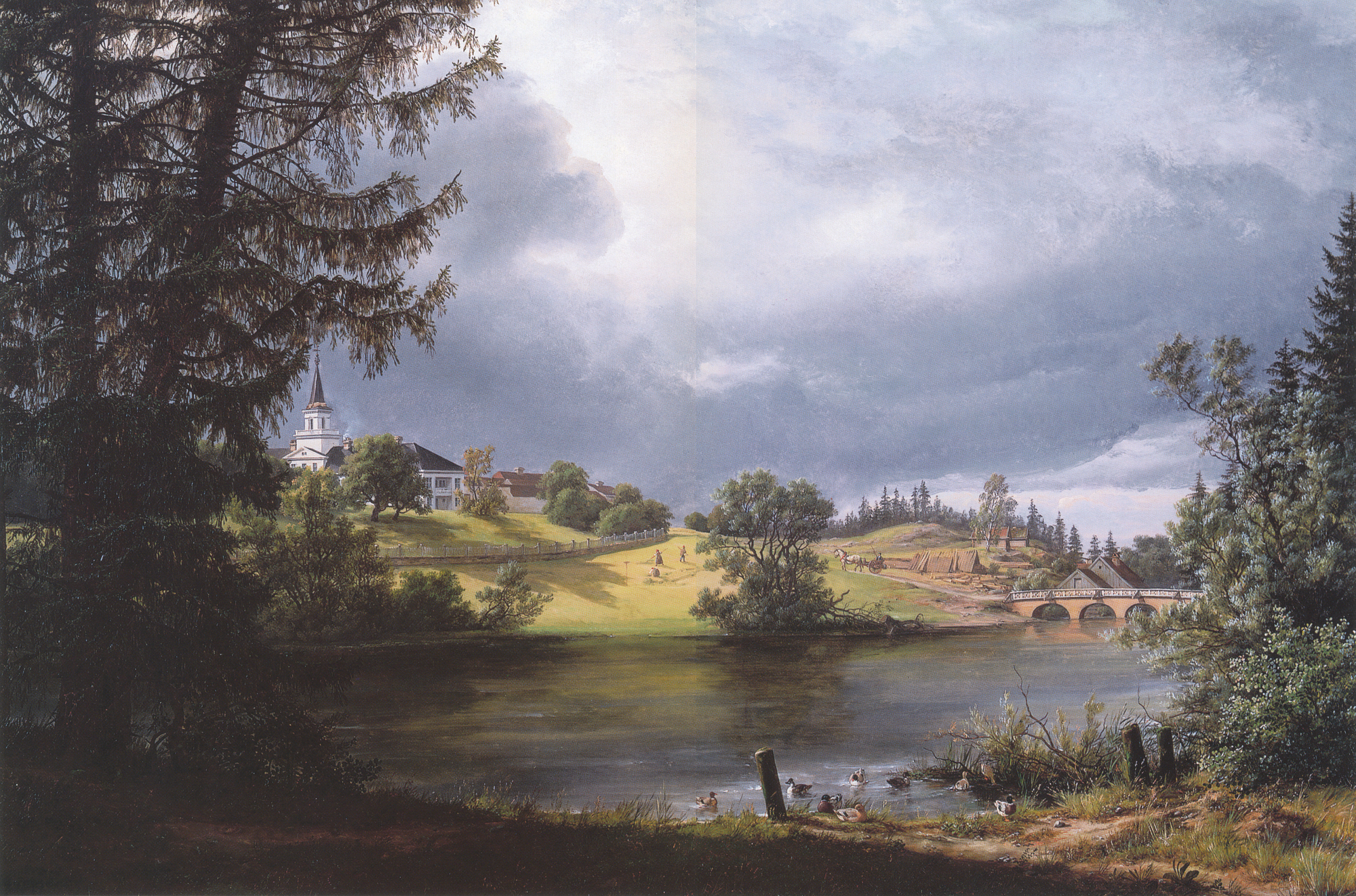
Frogner Herrgård (1842)
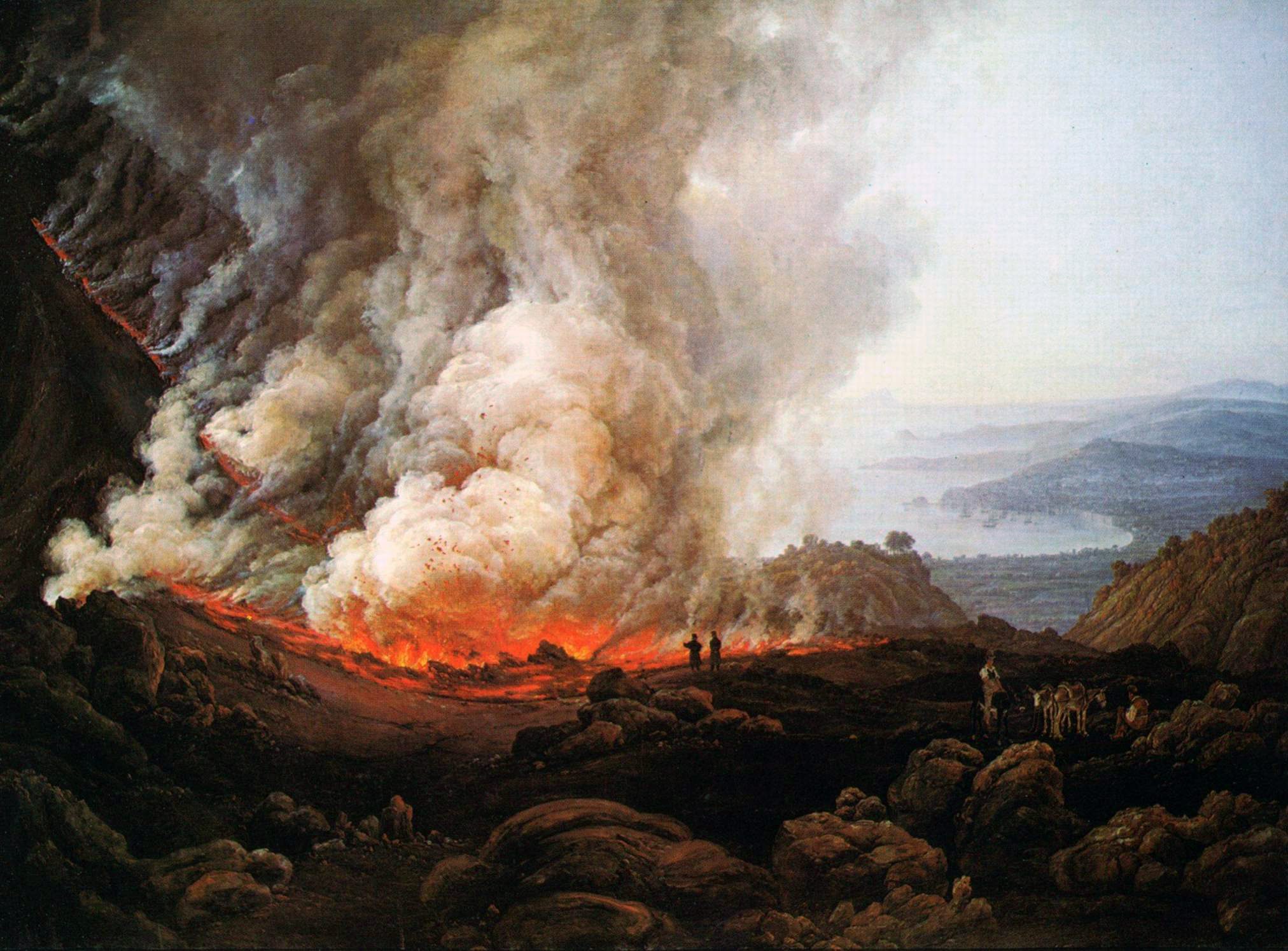
Vesuvius utbrott (1826)
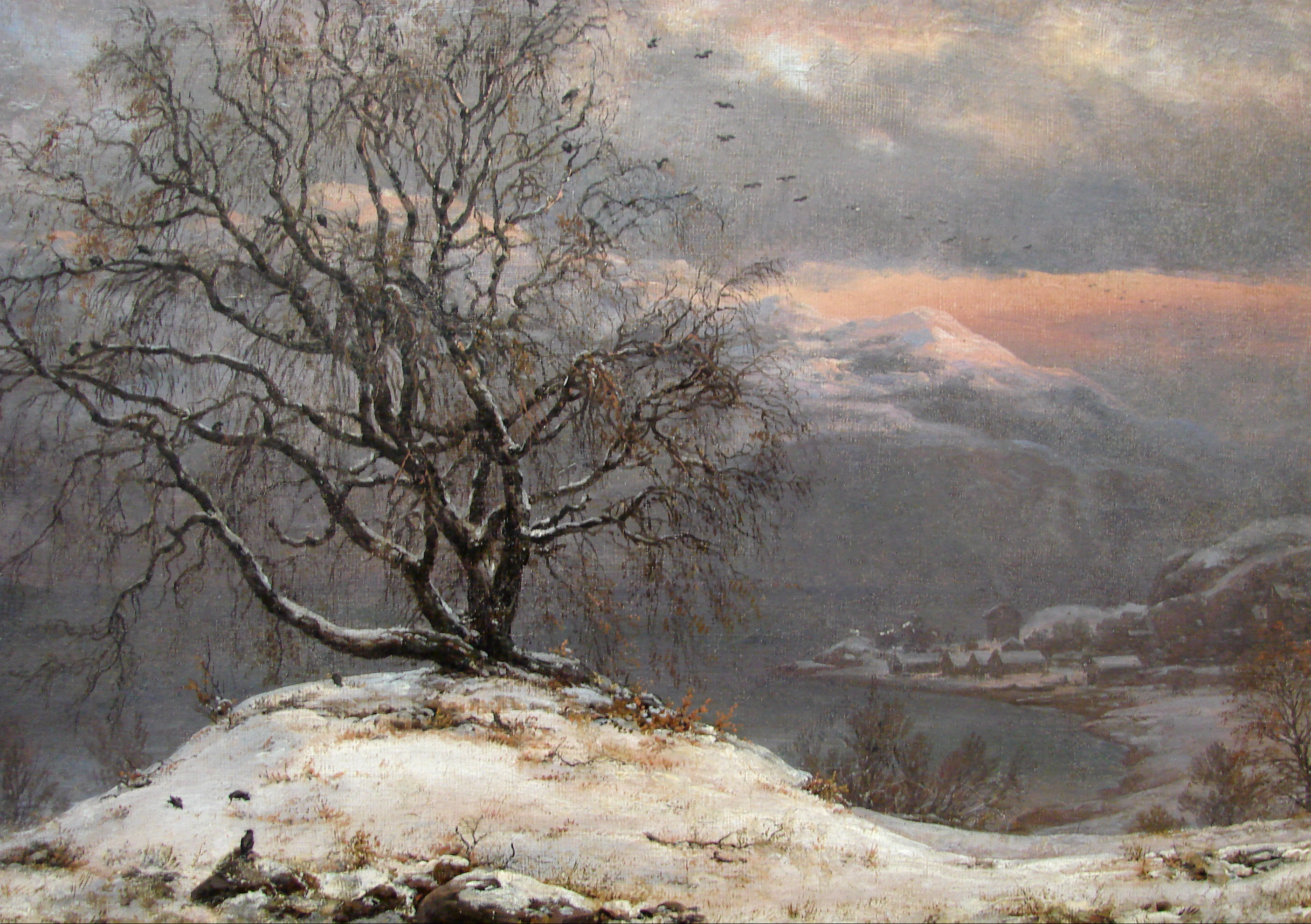
Slindebirken (1838)
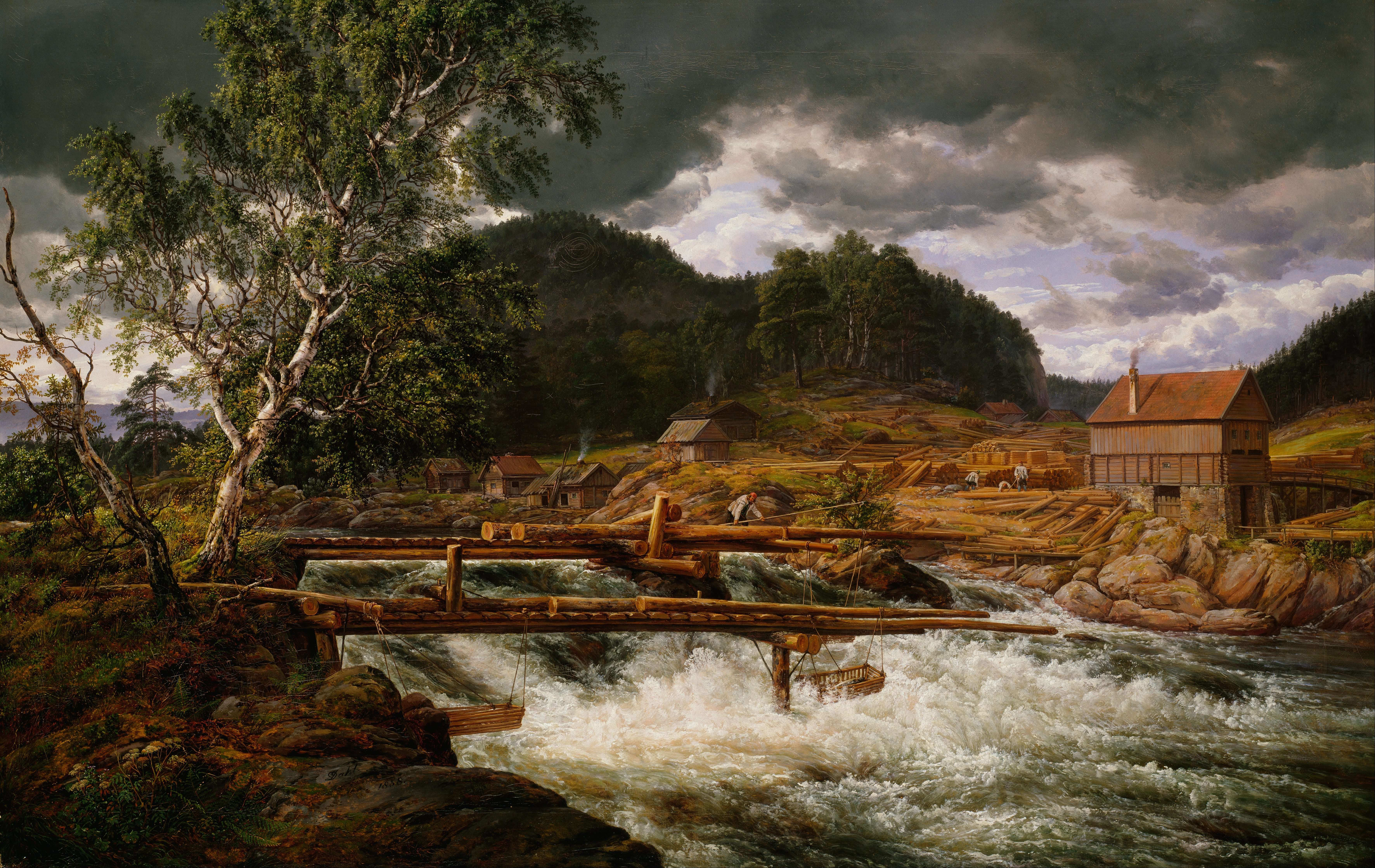
Hellefossen vid Hokksund (1838)
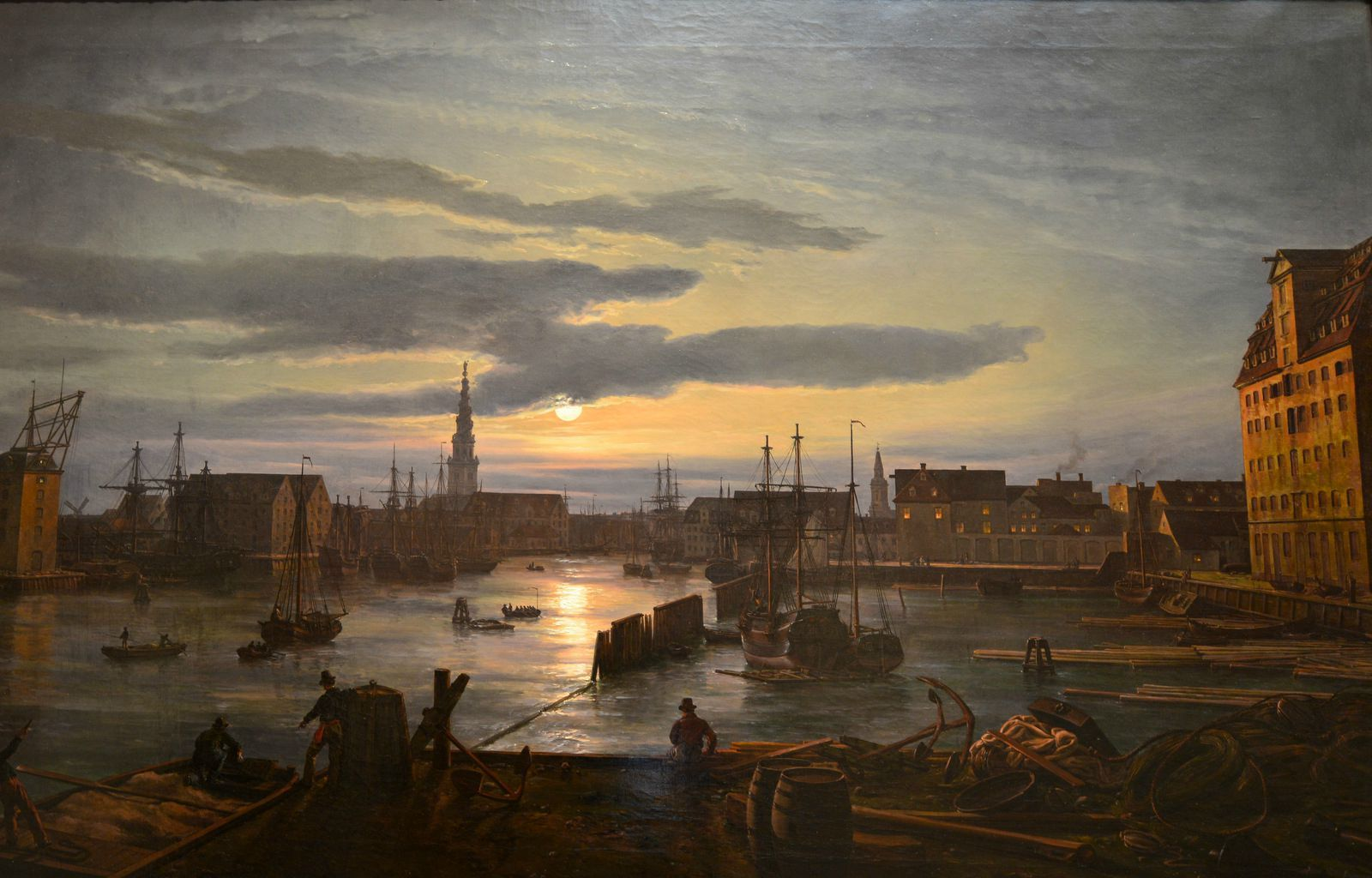
Köpenhamns hamn i månskenet (1846)